# Guillem II de Prússia
Guillem II de Prússia (Potsdam, 1859 - Haus Doorn, Països Baixos, 1941) fou l'últim emperador (Kàiser) de l'Imperi Alemany i Rei de Prússia (1888-1918) i cap de la casa imperial i reial de Prússia (1918-1941). El seu regnat fou caracteritzat per l'expansionisme colonial de l'Imperi i la Gran Guerra, que, un cop finalitzada, provocà la caiguda dels Hohenzollern, la formació de la República de Weimar i el seu exili als Països Baixos.
Tot i reforçar la posició de l'Imperi alemany com a gran potència mitjançant la construcció d'una gran flota i la promoció de la innovació científica, les seves declaracions públiques i la política exterior erràtica són considerades per molts com una de les causes subjacents de la Primera Guerra Mundial. Quan l'esforç bèl·lic alemany es va esfondrar després d’una sèrie de derrotes aplastants al front occidental el 1918, va ser forçat a abdicar, posant així fi al regnat de tres-cents anys de la Casa de Hohenzollern.

## Biografia
Guillem II era fill del príncep Frederic Guillem de Prússia i de Victòria, princesa reial. El seu pare era fill de Guillem I, emperador alemany, i la seva mare era la filla gran de la reina Victòria del Regne Unit. Amb la mort de l'avi de Guillem el març de 1888, el seu pare es va convertir en emperador alemany i rei de Prússia com a Frederic III. El mateix Frederic va morir el juny d'aquell any i Guillem II va pujar al tron. Al març de 1890, va destituir el poderós canceller de l'Imperi alemany, Otto von Bismarck.
Després de la destitució de Bismarck, Guillem II va assumir el control directe sobre les polítiques de la seva nació i va emprendre un bel·licós "Nou curs" per consolidar la seva condició de primera potència mundial. Al llarg del seu regnat, Alemanya va adquirir territoris a la Xina i el Pacífic (com la badia de Kiau Chau, les Illes Mariannes del Nord i les Illes Carolines) i es va convertir en la primera potència industrial d'Europa. No obstant això, Guillem sovint va minar aquest progrés expressant opinions xenòfobes i fent declaracions amenaçadores cap a altres països sense consultar els seus ministres. De la mateixa manera, el seu règim va fer molt per allunyar-se d'altres grans potències ampliant la seva marina de guerra, desafiant el control francès del Marroc i construint un ferrocarril cap a Bagdad que amenaçava el domini de la Gran Bretanya al golf Pèrsic. A la segona dècada del segle xx, Alemanya només podia tenir com aliats nacions significativament més febles, com Àustria-Hongria i el decadent Imperi Otomà.
El turbulent regnat de Guillem va culminar amb la garantia alemanya de suport militar a Àustria-Hongria durant la crisi de juliol de 1914, una de les causes directes de la Primera Guerra Mundial. Un líder lax en temps de guerra, Guillem va deixar pràcticament tota la presa de decisions pel que fa a l'estratègia i organització de l'esforç de guerra a l'Estat Major de l'exèrcit alemany. A l’agost de 1916, aquesta delegació de poder va donar lloc a una dictadura militar de facto que va dominar la política nacional durant la resta del conflicte. Tot i sortir victoriosa sobre Rússia i obtenir importants guanys territorials a l’Europa de l’Est, Alemanya es va veure obligada a renunciar a totes les seves conquestes després de la decisiva derrota de les seves forces al front occidental a la tardor de 1918. Al perdre el suport dels militars del seu país i de molts dels seus súbdits, Guillem es va veure obligat a abdicar durant la Revolució Alemanya de 1918-1919 que va convertir la monarquia en un estat democràtic, conegut com la República de Weimar. L'emperador destituït va fugir a l'exili als Països Baixos, on va morir el 1941.

## Família
Fill del kàiser Frederic III de Prússia i de la princesa Victòria del Regne Unit, es casà en primeres núpcies amb la princesa Augusta Victòria de Schleswig-Holstein-Sondenburg-Augustenburg, i per segona vegada amb la princesa Hermínia de Reuss. Tingué set fills: 
- SAR el príncep hereu Guillem nat el 1882 a Potsdam i mort el 1951 a Hechingen a l'actual Baden-Württemberg. Es casà amb la duquessa Cecília de Mecklenburg-Schwerin.
- SAR el príncep Eitel Frederic de Prússia nat el 1883 a Potsdam i mort el 1942 a la mateixa ciutat de Brandenburg. Es casà amb la princesa Sofia Carlota d'Oldenburg.
- SAR el príncep Adalbert de Prússia nat el 1884 a Potsdam i mort el 1948 a Suïssa. Es casà amb la princesa Adelaida de Saxònia-Meiningen
- SAR el príncep August Guillem de Prússia nat el 1887 a Potsdam i mort el 1949 a Stuttgart. Es casà amb la princesa Alexandra Victòria de Schleswig-Holstein-Sondenburg-Glücksburg.
- SAR el príncep Òscar de Prússia nat el 1888 a Potsdam i mort el 1958 a Múnic. Es casà amb la duquessa Ina Maria Von Bassewitz.
- SAR el príncep Joaquim de Prússia nat el 1890 a Berlín i mort el 1920 a Potsdam. Es casà amb la princesa Maria d'Anhalt.
- SAR la princesa Victòria Lluïsa de Prússia nascuda el 1892 a Berlín i morta el 1980 a Hannover es casà amb el cap de la casa reial de Hannover i duc Ernest August de Hannover.

## Regnat
Molt influït pels ideals polítics, extremadament religiosos i de superioritat de Prússia dins d'Alemanya, de la seva àvia la princesa Augusta de Saxònia-Weimar-Eisenach, feu dimitir a Bismarck (1892) arran de les diferències que tenien sobre la forma amb què s'havia de tractar el moviment obrer. A partir de llavors, Guillem II optà per una política paternalista per tal de guanyar-se el seu suport.

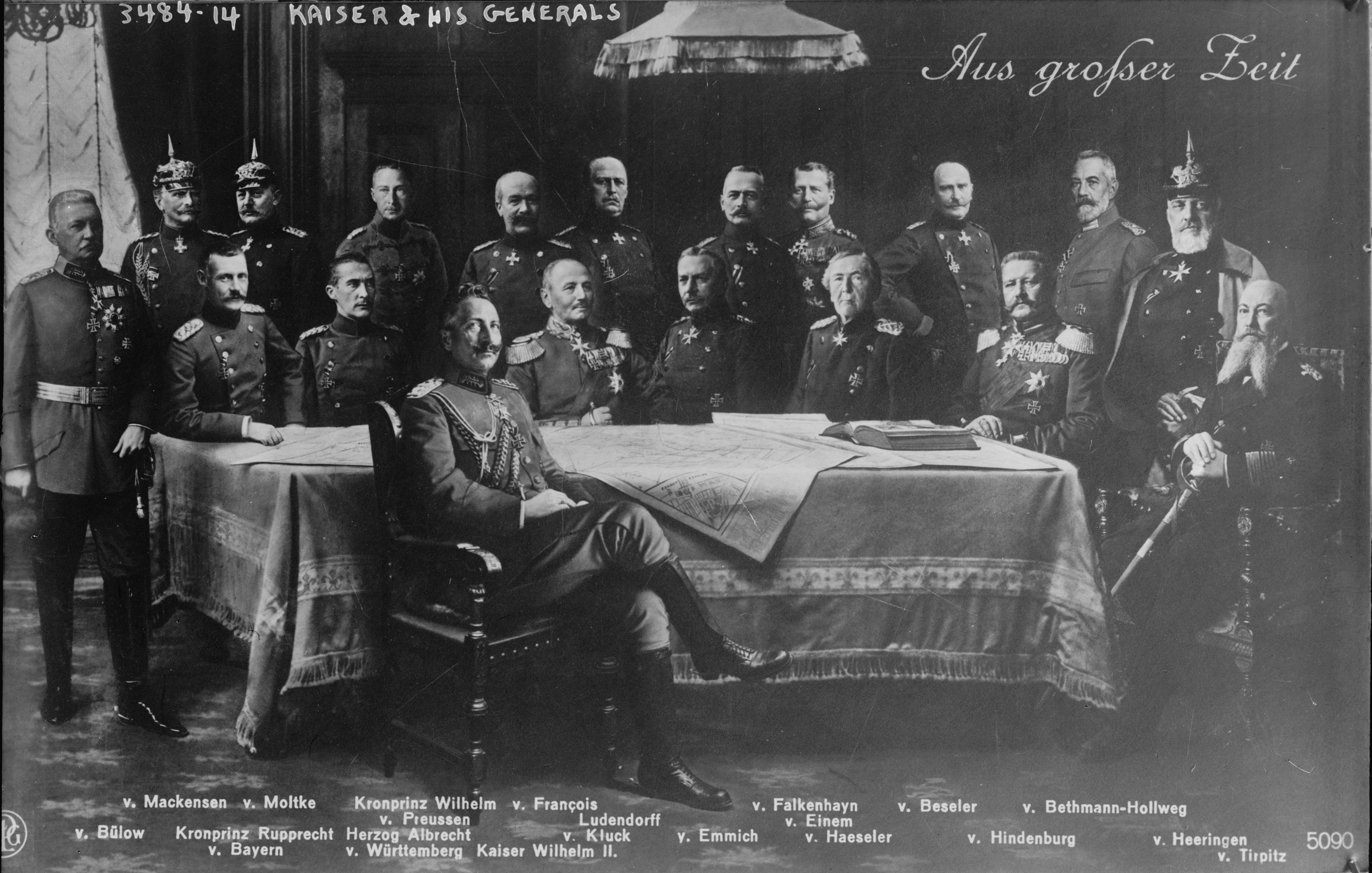
El kàiser i els generals de l'Estat Major alemany.

A l'exterior desenvolupà una política de caràcter expansionista i colonial basada en el desenvolupament econòmic i en la indústria bèl·lica, obtenint escassos triomfs: els territoris de Kiau Chau (1897), les illes Marianes i Carolines (1899), la part occidental de Samoa, i el reconeixement anglofrancès de la sobirania sobre el Togo i el Camerun. Proclamà la sobirania sobre l'Àfrica Oriental (1891) i l'Àfrica del Sud-oest (1892) i ordenà el desembarcament a Tànger per impedir l'avenç francès al Marroc (1905); la crisi internacional originà la Conferència d'Algecires (1906). Aquestes crisis internacionals, juntament amb les guerres balcàniques, feren difícils les relacions entre la Triple Aliança (1882) i la Triple Entesa (1907). Després de l'assassinat de l'arxiduc d'Àustria a Sarajevo (1914), Guillem II, segur de la superioritat alemanya sobre França i Imperi Rus, els declarà la guerra (Primera Guerra Mundial).

## Exili
En acabar el conflicte el 1918 fou obligat a abdicar i hagué d'exiliar-se als Països Baixos. Al llarg de la dècada de 1920 i sobretot arran de l'ascens a la presidència d'Alemanya del monàrquic mariscal Paul von Hindenburg, les expectatives de restitució de la casa dels Hohenzollern augmentaren però aquestes es veieren tallades de forma dramàtica arran de l'ascens de Hitler al poder l'any 1933. Malgrat que el mateix Guillem II mai simpatitzà amb el nou règim, moltes persones al seu voltant des d'un primer moment es mostraren entusiastes del règim nacionalsocialista; aquest fou el cas de la seva segona esposa, la princesa Hermínia de Reuss, el seu fill primogènit August Guillem de Prússia, o el seu nebot el príncep Felip de Hessen-Kassel, landgravi de Hessen-Kassel. La mort de Guillem II ocorregué a Doorn l'any 1941, on també fou sepultat.